# Holden Efijy
| Holden Efijy     |                             |
| Holden Efijy     |                             |
| Fabricante       | Holden                      |
| Empresa matriz   | General Motors              |
| Tipo             | Prototipo                   |
| Carrocería       | Berlina 2-puertas           |
| Producción       | 2005                        |
| Motor            | V8 de 5970 cc               |
| Potencia         | 645 CV                      |
| Velocidad máxima | 180                         |
| Transmisión      | Automática de 4 velocidades |
| Longitud         | 5160 mm                     |
| Anchura          | 2200 mm                     |
| Diseñador        | Richard Ferlazzo            |

El Holden Efijy es un prototipo de automóvil creado en Australia por la empresa automovilística Holden. Se basa en el modelo de 1953 Holden FJ, el segundo modelo construido por la marca. 

## Características
El vehículo mide 5,16 m de largo y 2,2 m de ancho. Su tamaño es enorme, pero gracias al diseño de Richard Ferlazzo, no es tan pesado, ya que su carrocería está fabricada con fibra de carbono, por lo que goza de una mayor velocidad y destreza en la conducción. 
Su motor es un V8 LS2 de General Motors, que genera 645 cv y un torque de 775 Nm. Posee una caja de cambios automática de 4 velocidades, llantas de aleación delanteras de 20 pulgadas y traseras de 22 pulgadas y una doble salida de escape de acero inoxidable de casi 3 pulgadas. Gracias a su pintura de color Soprano Purple consigue una auténtica estética de los años 50. 
A partir de su debut en la Muestra Internacional del Automóvil de Australia en 2005, el Efijy Holden ha sido nombrado el automóvil conceptual del año 2007 en Estados Unidos. Desde su regreso a Australia, el Efijy puede ser visitado en el National Motor Museum de Birdwood desde febrero de 2008.

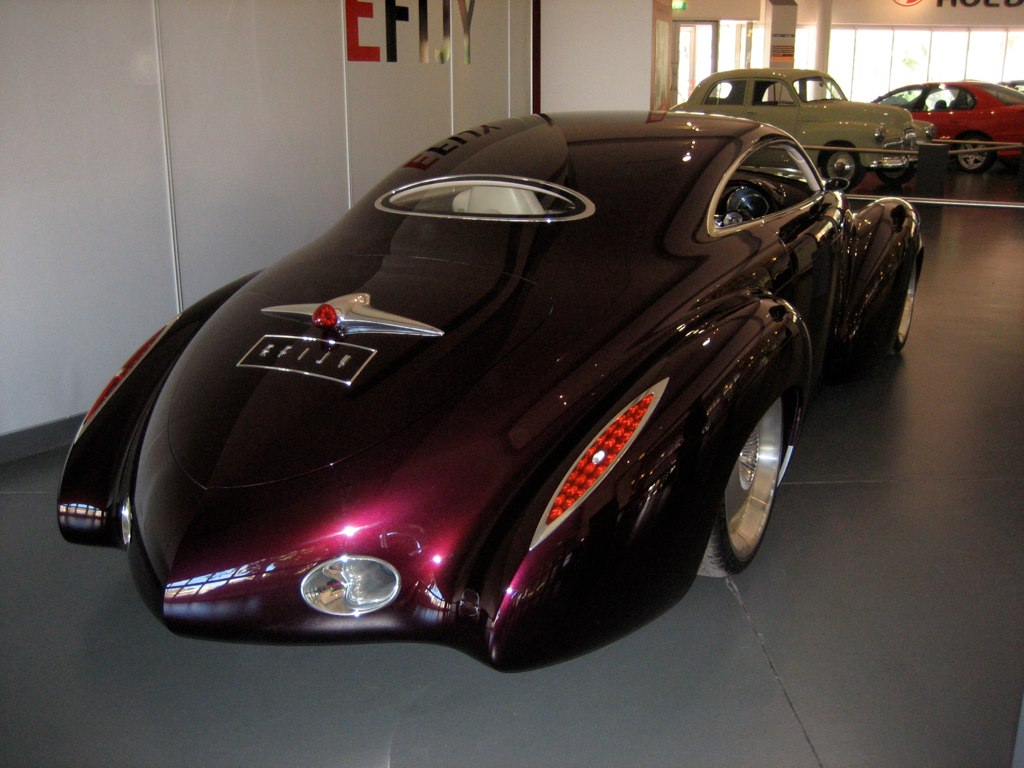
Vista trasera del Efijy